# Daqo New Energy
Daqo New Energy Corporation («Дацо Нью Энерджи Корпорэйшн») — китайская фотоэлектрическая компания, один из крупнейших в мире производителей сверхчистого поликремния для солнечной энергетики, а также кремниевых слитков и пластин. Штаб-квартиры расположены в Чунцине и Шанхае, официально зарегистрирована на Каймановых островах.

## История
Компания Mega Stand International была основана в 2007 году, в том же году она начала строительство завода по производству поликремния (введён в эксплуатацию в 2008 году). В 2009 году компания сменила название на Daqo New Energy Corporation и основала дочернюю компанию Daqo Solar Energy North America. В 2010 году Daqo New Energy вышла на Нью-Йоркскую фондовую биржу и основала завод по производству солнечных модулей в Нанкине (продала его в 2012 году).
В 2011 году была основана дочерняя компания Xinjiang Daqo New Energy. В 2013 году производство поликремния было перенесено из Чунцина в Синьцзян. В 2015 году компания начала производство кремниевых пластин. В январе 2018 года основатель компании Сюй Гуанфу ушёл с поста исполнительного директора Daqo New Energy, на его место был назначен Чжан Лунгэнь. В июне 2021 года из-за обвинений в использовании принудительного труда уйгуров Министерство торговли США включило дочернюю компанию Xinjiang Daqo New Energy в санкционный «черный» список.

## Деятельность
Основные мощности по производству поликремния расположены в Шихэцзы (Синьцзян), основные мощности по производству пластин — в Чунцине.

## Акционеры
Основными акционерами Daqo New Energy являются Quentec Asset Management (5,18 %), FIL Investment Advisors (4,05 %), Templeton Asset Management (3,24 %), HHLR Advisors (2,8 %), Invesco Capital Management (2,47 %), Tairen Capital (2,46 %), BlackRock Fund Advisors (2,3 %), The Vanguard Group (2,21 %), Morgan Stanley (2,03 %) и Citigroup Global Markets (1,88 %).